# カリル・バラクリシュナ
カリル・バラクリシュナ（Khalil Balakrishna）は、1969年から1974年にかけてマイルス・デイヴィスと演奏をしたシタール奏者にしてタンプラ奏者である。ギタリストのジョン・マクラフリンは、当時すでにインド音楽に興味があり、『ビッチェズ・ブリュー』セッション中に、彼とタブラ奏者のビハリ・シャルマをデイヴィスに紹介した。彼は1972年から1973年初めまでデイヴィスとツアーを行った。

## ディスコグラフィ

### マイルス・デイヴィス
ここではアルバム・リリースのみで、後のコンピレーション・アルバムはリストしない
- 『ビッチェズ・ブリュー』 - Bitches Brew (1970年)[4]
- 『ライヴ・イヴル』 - Live-Evil (1971年)
- 『オン・ザ・コーナー』 - On the Corner (1972年)[5]
- 『イン・コンサート』 - Miles Davis in Concert (1973年)
- 『ゲット・アップ・ウィズ・イット』 - Get Up With It (1974年)
- 『ビッグ・ファン』 - Big Fun (1974年) ※1969年-1972年録音
- 『サークル・イン・ザ・ラウンド』 - Circle in the Round (1979年) ※1955年-1970年録音